# Riserva naturale Monte Mottac
La Riserva naturale Monte Mottac è una riserva naturale orientata e biogenetica della Regione Piemonte istituita con Decreto Ministeriale 26 luglio 1971 e con Decreto Ministeriale 2 febbraio 1977.
Come la vicina Riserva naturale integrale Val Grande fa parte del Parco nazionale della Val Grande.

## Territorio
La riserva si estende per una superficie di circa 2410 ettari nei territori dei comuni di Santa Maria Maggiore, Trontano e Malesco. Insiste sull'estremità nord della val Grande tra il Pizzo Mottac e il Pizzo Nona. L'ambiente tutelato è molto accidentato, con cime impervie e frastagliate, ricco di acque sorgive. Le rocce presenti sono gneiss, ortogneiss tabulari e dioriti.

## Flora
In prevalenza è coperta da giovani faggete, accompagnate da ontano verde, mirtillo rosso, rododendri.

## Fauna
Sono presenti camosci, lepri alpine, ermellini, martore, aquile reali, astori e picchi neri.